# Confiance brisée

Confiance brisée est un téléfilm canadien réalisé par Allan Harmon et diffusé en 2009.

## Synopsis
La femme d'un entrepreneur reçoit des lettres et des courriels anonymes : ainsi harcelée, elle prend peur. Qui peut lui en vouloir à ce point ?

## Fiche technique
- Titre original : Trust
- Scénario : Jack Messitt
- Durée : 90 minutes
- Pays :  Canada

## Distribution
- Jamie Luner (VF : Gaëlle Savary) : Sandra Gunn
- Nels Lennarson : Matthew Gunn
- Brendan Beiser : Bill Jackson
- Steven Cree Molison (VF : Lionel Henry) : Moon
- Barbara Tyson : Francis
- Rob Daly : Alex
- Karen Holness : Jenna
- Jessica Harmon (VF : Armelle Gallaud) : Kelyn
- Crystal Lowe : Michelle
- Denyc Poole : Brunette
- Kenneth Yanko (VF : Achille Orsoni) : Xavior
- Chad Cole et Vince Murdocco : Officiers
- Serinda Swan : Tiffany
- Linden Banks : Collecteur
- Teagan Vincze : Hôtesse
- Colin Lawrence et Lexie Huber : Inspecteurs

- Version française
  - Studio de doublage : Titra Film
  - Direction artistique : Barbara Delsol
  - Adaptation des dialogues : Philippe Girard

 Source et légende : version française (VF) sur RS Doublage et selon le carton du doublage français télévisuel.